# Rumänien-Rundfahrt 1954
Das Etappenrennen Rumänien-Rundfahrt 1954 (rumänisch Turul ciclist al României) führte über zwölf Etappen. Es war die 8. Austragung des Etappenrennens in Rumänien. Gesamtsieger wurde Constantin Dumitrescu.

## Teilnehmer
Am Start standen elf Mannschaften mit je sechs Fahrern aus dem Gastgeberland sowie ein Team aus Bulgarien. Von den 71 Startern erreichten 47 Fahrer das Ziel in Bukarest.

## Rennen
Veranstalter war der rumänische Radsportverband. Die Gesamtdistanz betrug 1.700 Kilometer. Neben der Einzelwertung gab es eine Mannschaftswertung und ein Klassement für die besten Bergfahrer. Der Sieger fuhr das Rennen mit einer Durchschnittsgeschwindigkeit von 32,8 Kilometern pro Stunde. Der Sieger der Rundfahrt wurde damit auch rumänischer Meister im Straßenradsport 1954.

## Etappen
Die Rundfahrt führte über insgesamt zwölf Etappen ohne Einzelzeitfahren.
| Etappe | Strecke                              | Länge in km | Sieger                     |
| ------ | ------------------------------------ | ----------- | -------------------------- |
| 1      | Bukarest–Buzău                       | 125         | Petar Georgiew, Bulgarien  |
| 2      | Buzau–Brăila (Mannschaftszeitfahren) | 102         | Armeeauswahl Rumänien      |
| 3      | Braila–Focșani                       | 174         | Stojan Georgiew, Bulgarien |
| 4      | Focsani–                             | 147         | Ion Constantinescu         |
| 5      |                                      |             | Bojan Kozew, Bulgarien     |
| 6      |                                      |             | Nicolae Vasilescu          |
| 7      |                                      |             | Ion Constantinescu         |
| 8      | Oradea–Arad                          | 180         | Nicolae Vasilescu          |
| 9      |                                      |             | Constantin Șandru          |
| 10     |                                      |             | Nicolae Vasilescu          |
| 11     |                                      |             | Marin Niculescu            |
| 12     | Bukarest                             |             | Marin Niculescu            |

## Gesamtwertungen

### Einzel (Gelbes Trikot)
Im Endklassement siegte Constantin Dumitrescu, der während des Rennens ohne Tageserfolg geblieben war.
| Platz | Name                  | Mannschaft | Zeit         |
| ----- | --------------------- | ---------- | ------------ |
| 1.    | Constantin Dumitrescu | Rumänien   | 48:46:20 h   |
| 2.    | Stefan Stefu          | Rumänien   | + 3:3:12 min |
| 3.    | Constantin Istrate    | Rumänien   | + 5:02 min   |

### Mannschaftswertung
Die Mannschaftswertung gewann das Team Progesul vor Dinamo Bukarest.